# أبو الأشبه بن تمام
أبو الأشبه بن تمام (تُوفي عام 1361) هو كيميائي مسلم. ويعتبر الأخير في سلالة الكيميائيين المسلمين، في العصر الذهبي للإسلام.